# فرودگاه شهرستان مونرو (تنسی)
فرودگاه مونرو کانتی (تنسی) (به انگلیسی: Monroe County Airport (Tennessee)) یک فرودگاه همگانی بهره‌برداری هوایی است که یک باند فرود آسفالت دارد و طول باند آن ۱۱۱۰ متر است. این فرودگاه در کشور ایالات متحده آمریکا قرار دارد و در ارتفاع ۳۱۴ متری از سطح دریا واقع شده‌است.